# Marco Bonanomi
Marco Bonanomi (ur. 12 marca 1985 w Lecco) – włoski kierowca wyścigowy.

## Kariera

### Formuła Renault 2.0
Bonanomi rozpoczął karierę w wyścigach samochodowych w 2001 roku, od startów we  Włoskiej Formule Renault oraz w Europejskim Pucharze Formuły Renault 2000. W żadnej z tych serii nie zdobywał jednak punktów. Rok później startował w tych samym seriach wyścigowych. Jednak wynik uległ zmianie jedynie w edycji włoskiej. Z dorobkiem 22 punktów uplasował się tam na 15 pozycji w klasyfikacji generalnej.

### Formuła 3
W 2003 roku Włoch pojawił się na starcie Włoskiej Formuły 3. W pierwszym sezonie startów spisał się bardzo dobrze. 1 zwycięstwo i cztery miejsca na podium pozwoliły mu uzbierać 77 punktów, co dało mu czwartą lokatę w klasyfikacji kierowców. Rok później w tej samej serii wygrał już dwa wyścigi, jednak tym razem 86 punktów dało mu pozycję szóstą. W sezonie 2004 wystartował również w Formule 3 Euroseries, jednak bez zdobyczy punktowych. Rok później w Formule 3 Euroseries stanął już nawet raz na podium. Z dorobkiem 18 punktów ukończył tam sezon na 12 miejscu w klasyfikacji generalnej.

### Formuła Renault 3.5

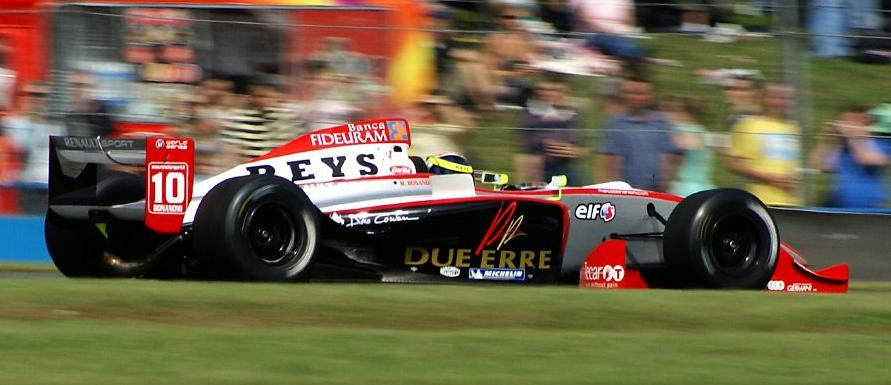
Marco Bonanomi w samochodzie RC Motorsport podczas brytyjskiej rundy Formuły Renault 3.5 (2007)

W 2006 roku Marco rozpoczął starty w prestiżowej Formule Renault 3.5. W pierwszym sezonie startów zdobył pięć punktów (30 miejsce w klasyfikacji). Rok później stawał już dwukrotnie na podium. Uzbierane 44 punkty pozwoliły mu zająć dwunastą lokatę w klasyfikacji końcowej kierowców. W sezonie 2008 stawał raz na podium, jednak ani raz nie zwyciężał. Był jedenasty.

### Euroseries 3000
W latach 2006 i 2009 Włoch startował w poprzedniczce Auto GP World Series - Euroseries 3000. Już w pierwszym sezonie startów aż ośmiokrotnie osiągał podium, z czego sześciokrotnie stawał na jego najwyższym stopniu. Dorobek 94 punktów pozwolił mu zdobyć tytuł wicemistrzowski serii. W tym samym roku w serii organizowanej wraz z Euroseries - Włoskiej Formule 3 również był wicemistrzem. W 2009 roku powtórzył swoje osiągnięcie. 7 podium i cztery zwycięstwa to znów było za mało to tytułu mistrza.

### Azjatycka Seria GP2
W Azjatyckiej Serii GP2 Bonanomi występował w latach 2008-2009. W sezonie 2008 zwyciężył nawet w jednym z wyścigów. Z dorobkiem 9 punktów został sklasyfikowany na 12 pozycji w klasyfikacji generalnej. W edycji 2008/2009 już nie punktował.

## Statystyki
| Sezon   | Seria                                    | Zespół                     | Wyścigi | PP | Zwycięstwa | Punkty | Pozycja |
| ------- | ---------------------------------------- | -------------------------- | ------- | -- | ---------- | ------ | ------- |
| 2001    | Europejski Puchar Formuły Renault 2000   | Cram Competition           | 3       | 0  | 0          | 0      | NS      |
| 2001    | Włoska Formuła Renault                   | Cram Competition           | 1       | 0  | 0          | 0      | NS      |
| 2002    | Europejski Puchar Formuły Renault 2000   | RP Motorsport              | 3       | 0  | 0          | 0      | NS      |
| 2002    | Włoska Formuła Renault                   | RP Motorsport              | 10      | 0  | 0          | 22     | 15      |
| 2003    | Włoska Formuła 3                         | Coloni                     | 9       | 1  | 1          | 77     | 4       |
| 2003    | Korea Super Prix                         | Target Racing              | 1       | 0  | 0          | N/A    | 16      |
| 2003    | Grand Prix Makau                         |                            | 1       | 0  | 0          | N/A    | 20      |
| 2004    | Formuła 3 Euro Series                    | Team Ghinzani              | 20      | 0  | 0          | 0      | NS      |
| 2004    | Włoska Formuła 3                         | Team Ghinzani              | 2       | 2  | 2          | 86     | 6       |
| 2004    | Masters of Formula 3                     | Team Ghinzani              | 1       | 0  | 0          | N/A    | NS      |
| 2005    | Formuła 3 Euro Series                    | Prema Powerteam            | 19      | 0  | 0          | 18     | 12      |
| 2005    | Masters of Formula 3                     | Prema Powerteam            | 1       | 0  | 0          | N/A    | 18      |
| 2006    | Euroseries 3000                          | Fisichella Motor Sport     | 18      | 6  | 6          | 94     | 2       |
| 2006    | Włoska Formuła 3000                      | Fisichella Motor Sport     | 18      | 6  | 6          | 62     | 2       |
| 2006    | Formuła Renault 3.5                      | Tech 1 Racing              | 4       | 0  | 0          | 5      | 30      |
| 2007    | Formuła Renault 3.5                      | RC Motorsport              | 16      | 0  | 0          | 44     | 12      |
| 2007    | Międzynarodowa Formuła Master            | Euronova Racing            | 6       | 1  | 0          | 11     | 15      |
| 2008    | Azjatycka Seria GP2                      | Minardi Piquet Sports      | 10      | 0  | 1          | 9      | 12      |
| 2008    | Formuła Renault 3.5                      | Comtec Racing              | 16      | 1  | 0          | 56     | 11      |
| 2008–09 | Azjatycka Seria GP2                      | Qi-Meritus Mahara          | 8       | 0  | 0          | 0      | 22      |
| 2009    | Euroseries 3000                          | Bull Racing                | 14      | 3  | 4          | 69     | 2       |
| 2010    | Italian GT Championship - GT3            | Audi Sport Italia          | 14      | 0  | 2          | 144    | 2       |
| 2011    | Campionato Italiano Gran Turismo - GT3   | Audi Sport Italia          | 14      | 1  | 4          | 191    | 1       |
| 2012    | Blancpain Endurance Series - GT3 Pro Cup | Belgian Audi Club Team WRT | 5       | 0  | 0          | 41     | 12      |
| 2012    | FIA World Endurance Championship - LMP1  | Audi Sport North America   | 2       | 0  | 0          | 0      | NS      |
| 2012    | FIA World Endurance Championship         | Audi Sport North America   |         |    |            | 0      | NS      |
| 2014    | Blancpain Endurance Series - Pro-Am Cup  | Pro GT by Almeras          | 1       | 0  | 0          | 14     | 19      |
| 2014    | Blancpain Endurance Series - GT3 Pro Cup | Belgian Audi Club Team WRT | 5       | 0  | 0          | 41     | 12      |
| 2014    | United Sports Car Championship - GTD     | Fall-Line Motorsports      | 1       | 0  | 0          | 22     | 77      |

## Wyniki w Azjatyckiej Serii GP2
| Legenda oznaczeń w tabelach wyników Wyświetl szablon na nowej stronie | Legenda oznaczeń w tabelach wyników Wyświetl szablon na nowej stronie                                                                     |
| Oznaczenie                                                            | Wyjaśnienie |
| --------------------------------------------------------------------- | --- |
| Złoty                                                                 | Zwycięzca lub mistrzostwo |
| Srebrny                                                               | 2. miejsce lub wicemistrzostwo |
| Brązowy                                                               | 3. miejsce lub II wicemistrzostwo |
| Zielony                                                               | Ukończył, punktował (w klasyfikacji generalnej, gdy zdobył co najmniej jeden punkt na przestrzeni sezonu, poza trzema powyższymi opcjami) |
| Niebieski                                                             | Ukończył, nie punktował (w klasyfikacji generalnej, gdy nie zdobył co najmniej jednego punktu na przestrzeni sezonu)                      |
| Czerwony                                                              | Nie zakwalifikował się (NZ) |
| Czerwony                                                              | Nie prekwalifikował się (NPK) |
| Różowy                                                                | Nie ukończył (NU) |
| Różowy                                                                | Niesklasyfikowany (NS) (w klasyfikacji generalnej, gdy nie został sklasyfikowany w żadnym wyścigu sezonu)                                 |
| Czarny                                                                | Zdyskwalifikowany (DK) |
| Czarny                                                                | Wykluczony (WYK/EX) |
| Biały                                                                 | Nie wystartował (NW) |
| Biały                                                                 | Kontuzjowany (K/INJ) |
| Biały                                                                 | Wyścig odwołany (OD/C) |
| Bez koloru                                                            | Został wycofany (WYC/WD) |
| Bez koloru                                                            | Nie przybył (NP/DNA) |
| Bez koloru                                                            | Nie brał udziału w treningach (NT/DNP) |
| Bez koloru                                                            | Nie został zgłoszony (–) |
| Pogrubienie                                                           | Start z pole position |
| Kursywa                                                               | Najszybsze okrążenie wyścigu |
| †                                                                     | Nie ukończył, ale jego rezultat został zaliczony ze względu na przejechanie więcej niż 90% dystansu wyścigu.                              |
| *                                                                     | Sezon w trakcie |
| 1/2/3                                                                 | Punktowana pozycja w sprincie kwalifikacyjnym                                                                                             |
| Lista systemów punktacji Formuły 1                                    | |

| Rok       | Zespół               | Wyniki w poszczególnych eliminacjach | Wyniki w poszczególnych eliminacjach | Wyniki w poszczególnych eliminacjach | Wyniki w poszczególnych eliminacjach | Wyniki w poszczególnych eliminacjach | Wyniki w poszczególnych eliminacjach | Wyniki w poszczególnych eliminacjach | Wyniki w poszczególnych eliminacjach | Wyniki w poszczególnych eliminacjach | Wyniki w poszczególnych eliminacjach | Wyniki w poszczególnych eliminacjach | Punkty | Pozycja |
| --------- | -------------------- | ------------------------------------ | ------------------------------------ | ------------------------------------ | ------------------------------------ | ------------------------------------ | ------------------------------------ | ------------------------------------ | ------------------------------------ | ------------------------------------ | ------------------------------------ | ------------------------------------ | ------ | ------- |
| 2008      | Piquet Sports        | ARE                                  | ARE                                  | IDN                                  | IDN                                  | MAL                                  | MAL                                  | BHR                                  | BHR                                  | ARE                                  | ARE                                  |                                      | 9      | 12      |
| 2008      | Piquet Sports        | 20                                   | 13                                   | NU                                   | 8                                    | NU                                   | 15                                   | NU                                   | NU                                   | 6                                    | 1                                    |                                      | 9      | 12      |
| 2008/2009 | My Qi-Meritus Mahara | CHN                                  | CHN                                  | ARE                                  | BHR                                  | BHR                                  | QAT                                  | QAT                                  | MAL                                  | MAL                                  | BHR                                  | BHR                                  | 0      | 22      |
| 2008/2009 | My Qi-Meritus Mahara | -                                    | -                                    | -                                    | 20                                   | 10                                   | 16                                   | 11                                   | NU                                   | 14                                   | 14                                   | 8                                    | 0      | 22      |

## Wyniki w Formule Renault 3.5
| Legenda oznaczeń w tabelach wyników Wyświetl szablon na nowej stronie | Legenda oznaczeń w tabelach wyników Wyświetl szablon na nowej stronie                                                                     |
| Oznaczenie                                                            | Wyjaśnienie |
| --------------------------------------------------------------------- | --- |
| Złoty                                                                 | Zwycięzca lub mistrzostwo |
| Srebrny                                                               | 2. miejsce lub wicemistrzostwo |
| Brązowy                                                               | 3. miejsce lub II wicemistrzostwo |
| Zielony                                                               | Ukończył, punktował (w klasyfikacji generalnej, gdy zdobył co najmniej jeden punkt na przestrzeni sezonu, poza trzema powyższymi opcjami) |
| Niebieski                                                             | Ukończył, nie punktował (w klasyfikacji generalnej, gdy nie zdobył co najmniej jednego punktu na przestrzeni sezonu)                      |
| Czerwony                                                              | Nie zakwalifikował się (NZ) |
| Czerwony                                                              | Nie prekwalifikował się (NPK) |
| Różowy                                                                | Nie ukończył (NU) |
| Różowy                                                                | Niesklasyfikowany (NS) (w klasyfikacji generalnej, gdy nie został sklasyfikowany w żadnym wyścigu sezonu)                                 |
| Czarny                                                                | Zdyskwalifikowany (DK) |
| Czarny                                                                | Wykluczony (WYK/EX) |
| Biały                                                                 | Nie wystartował (NW) |
| Biały                                                                 | Kontuzjowany (K/INJ) |
| Biały                                                                 | Wyścig odwołany (OD/C) |
| Bez koloru                                                            | Został wycofany (WYC/WD) |
| Bez koloru                                                            | Nie przybył (NP/DNA) |
| Bez koloru                                                            | Nie brał udziału w treningach (NT/DNP) |
| Bez koloru                                                            | Nie został zgłoszony (–) |
| Pogrubienie                                                           | Start z pole position |
| Kursywa                                                               | Najszybsze okrążenie wyścigu |
| †                                                                     | Nie ukończył, ale jego rezultat został zaliczony ze względu na przejechanie więcej niż 90% dystansu wyścigu.                              |
| *                                                                     | Sezon w trakcie |
| 1/2/3                                                                 | Punktowana pozycja w sprincie kwalifikacyjnym                                                                                             |
| Lista systemów punktacji Formuły 1                                    | |

| Rok  | Zespół                  | Wyniki w poszczególnych eliminacjach | Wyniki w poszczególnych eliminacjach | Wyniki w poszczególnych eliminacjach | Wyniki w poszczególnych eliminacjach | Wyniki w poszczególnych eliminacjach | Wyniki w poszczególnych eliminacjach | Wyniki w poszczególnych eliminacjach | Wyniki w poszczególnych eliminacjach | Wyniki w poszczególnych eliminacjach | Wyniki w poszczególnych eliminacjach | Wyniki w poszczególnych eliminacjach | Wyniki w poszczególnych eliminacjach | Wyniki w poszczególnych eliminacjach | Wyniki w poszczególnych eliminacjach | Wyniki w poszczególnych eliminacjach | Wyniki w poszczególnych eliminacjach | Wyniki w poszczególnych eliminacjach | Punkty | Pozycja |
| ---- | ----------------------- | ------------------------------------ | ------------------------------------ | ------------------------------------ | ------------------------------------ | ------------------------------------ | ------------------------------------ | ------------------------------------ | ------------------------------------ | ------------------------------------ | ------------------------------------ | ------------------------------------ | ------------------------------------ | ------------------------------------ | ------------------------------------ | ------------------------------------ | ------------------------------------ | ------------------------------------ | ------ | ------- |
| 2006 | Tech 1 Racing           | ZOL                                  | ZOL                                  | MON                                  | TUR                                  | TUR                                  | ITA                                  | ITA                                  | SFR                                  | SFR                                  | DEU                                  | DEU                                  | GBR                                  | GBR                                  | FRA                                  | FRA                                  | ESP                                  | ESP                                  | 5      | 31      |
| 2006 | Tech 1 Racing           | -                                    | -                                    | -                                    | -                                    | -                                    | -                                    | -                                    | NU                                   | 8                                    | 9                                    | NU                                   | -                                    | -                                    | -                                    | -                                    | -                                    | -                                    | 5      | 31      |
| 2007 | RC Motorsport           | ITA                                  | ITA                                  | DEU                                  | DEU                                  | MON                                  | HUN                                  | HUN                                  | BEL                                  | BEL                                  | GBR                                  | GBR                                  | FRA                                  | FRA                                  | PRT                                  | PRT                                  | ESP                                  | ESP                                  | 44     | 13      |
| 2007 | RC Motorsport           | 3                                    | 18                                   | 6                                    | NU                                   | 10                                   | NZ                                   | NU                                   | 9                                    | NU                                   | 7                                    | 3                                    | NU                                   | 24                                   | 11                                   | 8                                    | 20                                   | NU                                   | 44     | 13      |
| 2008 | Red Devil Comtec Racing | ITA                                  | ITA                                  | BEL                                  | BEL                                  | MON                                  | GBR                                  | GBR                                  | HUN                                  | HUN                                  | DEU                                  | DEU                                  | FRA                                  | FRA                                  | PRT                                  | PRT                                  | ESP                                  | ESP                                  | 56     | 11      |
| 2008 | Red Devil Comtec Racing | NU                                   | DK                                   | 4                                    | 2                                    | 13                                   | 8                                    | 9                                    | 5                                    | 13                                   | NU                                   | 4                                    | 5                                    | 11                                   | NU                                   | 5                                    | NU                                   | NW                                   | 56     | 11      |